# Едвард Кеннеді (журналіст)
Едвард Л. Кеннеді (англ. Edward L. Kennedy, нар.26 червня 1905 — пом.29 листопада 1963) — американський журналіст, найбільш відомий тим, що був першим журналістом союзників, який повідомив про капітуляцію Німеччини наприкінці Другої світової війни, про що повідомило агентство Ассошіейтед Прес у Лондоні до того, як капітуляція була офіційно оголошена Верховним штабом союзників. Це розлютило командування союзників, які попередньо запровадили 36-годинне ембарго на новини до офіційного оголошення про капітуляцію. Після чого, Верховне командування союзників (SHAEF) позбавило Кеннеді акредитації і він був змушений переїхати в Сполучені Штати Америки, а агентство Ассошіейтед Прес звільнило його за це повідомлення. У 2012 році Ассошіейтед Прес вибачилося за те, як поступило з журналістом, сказавши, що: «З ним повелися найгіршим із можливих способів».

## Останні новини

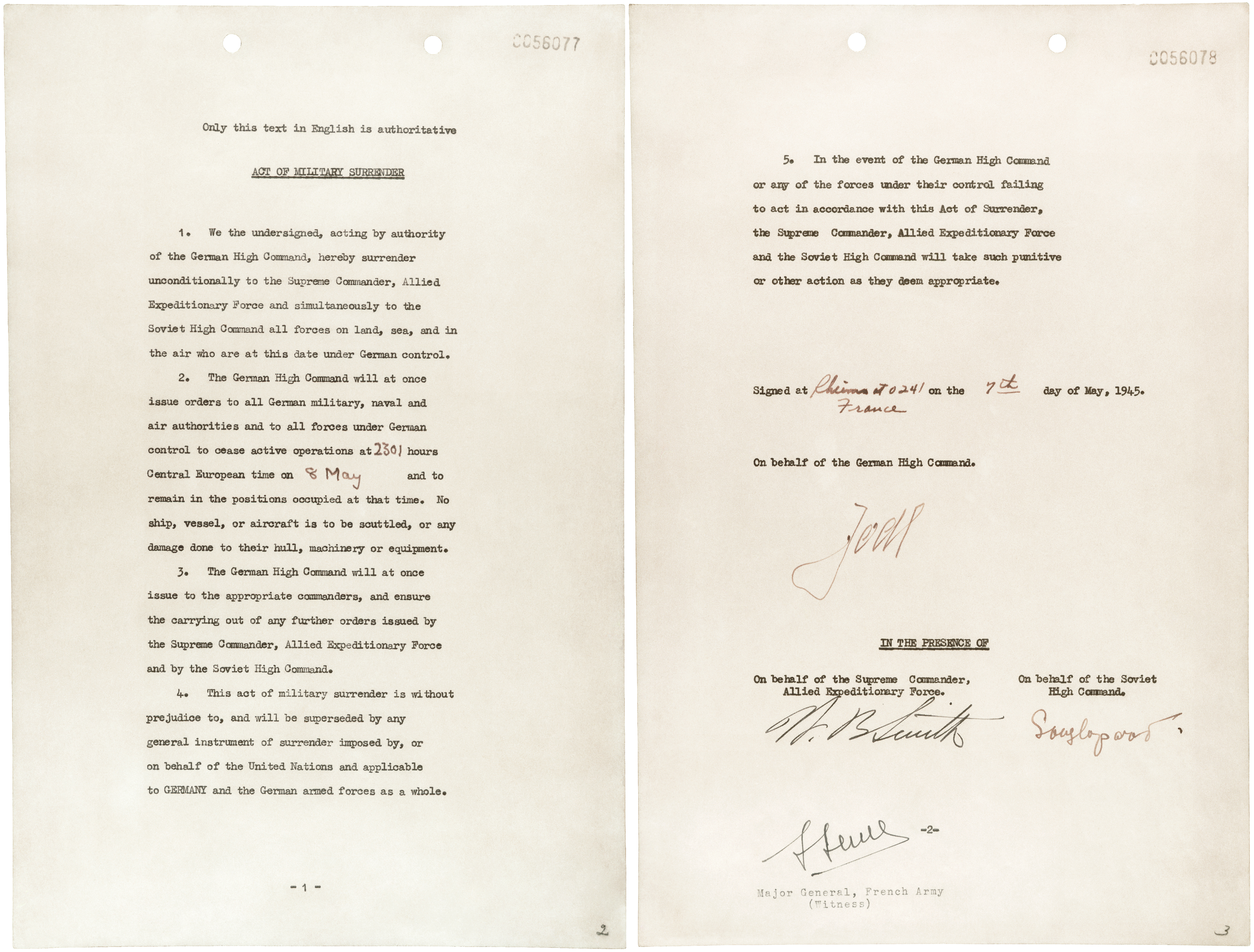
Той самий документ: «Акт про капітуляцію Німеччини» підписаний у Реймсі 7 травня 1945 року.

Документи про капітуляцію Німеччини у Другій світовій війні були підписані 7 травня 1945 року о 2:41 ранку за місцевим часом у штаб-квартирі генерала Дуайта Д. Ейзенхауера в Реймсі, Франція. Капітуляція була відстрочена, щоб забезпечити дотримання вимог на всьому театрі воєнних дій, і мала набути чинності о 23:01 8 травня 1945 року. Едвард Кеннеді, як голова паризького бюро AP, був серед групи репортерів, поспішно зібраних на борту літака C-47, і лише піднявшись угору сказав, що вони мають висвітлювати офіційне підписання документів. З усіх журналістів у літаку взяли слово, що вони відтермінують на кілька годин публікацію інформації, доки SHAEF не опублікує власне офіційне оголошення про капітуляцію; Кеннеді підкорився. Однак після церемонії офіцери зі зв'язків з громадськістю повідомили журналістам, що замість кількох годин відтермінування Ейзенхауер попросив їх затримати новини ще на 36 годин до другої церемонії підписання капітуляції, яка відбудеться в Берліні, столиці Німеччини. Військові чиновники пояснили, що вважалося важливим, щоб капітуляцію здійснили керівники німецьких збройних сил, а не лише їхні представники, і щоб німці формально здалися і Радянському Союзу, а також західним союзникам, чого нацисти намагалися уникати.
Однак після того, як німецька радіостанція у контрольованому союзниками Фленсбурзі передала новини, Кеннеді вважав, що військова цензура, мабуть, дозволила це. Уникаючи цензури військового часу, він зателефонував до бюро AP у Лондоні та повідомив про капітуляцію. Сюжет з'явився в ефірі AP о 9:36 ранку за східним часом (EST), що відповідало середині дня у Франції. 
Офіційні оголошення про капітуляцію були різними: від міністра закордонних справ Німеччини Лутца Графа Шверіна фон Крозіга на початку 7 травня до Вінстона Черчилля 8 травня та Йосипа Сталіна 9 травня (з нагоди Дня перемоги СРСР). Офіційне припинення бойових дій відбулося о 23:01 8 травня.

## Наслідки
Пізніше Кеннеді напише, що він поважав попередні ембарго, оскільки вони стосувалися військової безпеки, але це ембарго про капітуляцію було просто політичним. Сам Кеннеді був свідком підписання радянським генералом Іваном Суслопаровим документів про капітуляцію в Реймсі. Він слушно дійшов висновку, що Радянський Союз наполягав на офіційній церемонії підписання в Берліні з міркувань пропаганди, а союзники погодилися зачекати, доки це відбудеться, щоб заспокоїти Сталіна. (Згодом з'ясувалося, що Суслопаров запитував у Москви вказівки щодо підписання «Акту про капітуляцію...», але не отримав відповіді до початку першої церемонії; а коли радянське командування таки відповіло, Суслопарову було наказано не підписувати документ.)
Але останньою краплею для Кеннеді стало те, що SHAEF напередодні дозволило полоненому німецькому військовому командуванню публічно оприлюднити повідомлення про капітуляцію власним військовим силам; на той момент, як вирішив Кеннеді, SHAEF фактично оголосило про капітуляцію. Він писав: «Оскільки Верховний штаб оприлюднив цю новину через німців, я більше не відчував себе зобов'язаним дотримуватися мовчання».
Думки щодо дій Кеннеді розділилися; деякі з його власних колег, принаймні частково через те, що їх також разом з Кеннеді відправили у США, наполягали на тому, щоб його позбавили акредитації. Прихильники ж вказали на свободу преси. SHAEF позбавило Кеннеді акредитації, і AP змушене було повернути його до Нью-Йорка. Спочатку Кеннеді залишали у платіжній відомості, але йому не давали ніякої роботи, зрештою його звільнили в листопаді 1945 року. Наступного літа військові визнали, що SHAEF не просто дозволило німецьку трансляцію, а й спеціально замовило її, і що це було зроблено майже за дві години до того, як Кеннеді відправив інформацію про підписання капітуляції у Реймсі до бюро AP у Лондоні.
Інформація Кеннеді була правдивою, але він порушив суворе військове ембарго. І військові, і інші репортери розлютилися на нього. Через два дні після того, як «Нью-Йорк Таймс» опублікувала його історію як провідну публікацію, «Таймс» написала редакційну статтю, в якій говориться, що Кеннеді зробив «серйозну медвежу послугу газетній професії». Як пише Time, «... цей інцидент «підбив око» (англ. black eye) пресі та зміцнив руку цензора».
У 1948 році в серпневому номері The Atlantic Monthly Кеннеді опублікував особисте есе про ембарго, пояснюючи свою точку зору. Твір мав назву «Я б зробив це знову». У ньому він писав: «Багато американців вважали, що як тільки війна в Європі закінчиться, вони мають право знати про це. Вони мали достатньо проникливості, щоб бачити істину крізь звинувачення кореспондентів, покараних через цю історію, і достатньо здорового глузду, щоб зрозуміти, що оголошення про припинення бойових дій не ставить під загрозу життя людей; навіть навпаки вони можуть бути втрачені через приховування інформації».

## Подальше життя
Після війни Кеннеді став керуючим редактором Santa Barbara News-Press, а через три роки, у 1949 році, його найняли в The Monterey Peninsula Herald на посаду помічника редактора, зрештою він працював редактором і помічником видавця.
24 листопада 1963 року Кеннеді був збитий автомобілем і помер через п'ять днів у віці 58 років. Пам'ятник Кеннеді стоїть у парку Лагуна-Гранде в Сісайді, штат Каліфорнія, з написом, що згадує про його знаменитий репортаж: «Він подарував світу ще один день щастя».
У пізніші роки життя Кеннеді написав мемуари про роки кореспонденції під час Другої світової війни, але не зміг знайти видавничу компанію для їх публікації. Його звіти зрештою були опубліковані в 2012 році його дочкою, Джулією Кеннеді Кокран, під назвою «Війна Еда Кеннеді: День перемоги, цензура та Ассошіейтед Прес» (англ. Ed Kennedy's War: VE Day, Censorship & The Associated Press), у якій розповідалося про його ранні дні роботи стрингером у Парижі до його звільнення з Ассошіейтед Прес.

## Мемуари та вибачення АП
У 2012 році видавництво Луїзіанського державного університету опублікувало мемуари Кеннеді «Війна Еда Кеннеді: День перемоги, цензура та Ассошіейтед Прес». Президент Ассошіейтед Прес Том Керлі був співавтором вступу до книги та вибачився за те, як компанія повелася з Кеннеді, сказавши репортеру AP: «Це був жахливий день для AP. З ним повелися найгіршим із можливих способів». Керлі писав, що Кеннеді «зробив усе як слід». За словами його доньки, Джулії Кеннеді Кокран з міста Бенда, штату Орегон, Кеннеді довго домагався такого публічного виправдання від свого колишнього роботодавця. «Після 67 років AP нарешті вибачається за звільнення мого батька», — сказав Кокран. «Він був справжнім героєм і йому слід було б приділити набагато більше поваги».
У 2015 році у Франції вийшов фільм «Велика таємниця» (фр. Le grand secret) режисера Крістофа Ремі про Кеннеді та його історію.